# Thám hiểm sông Mekong 1866–1868

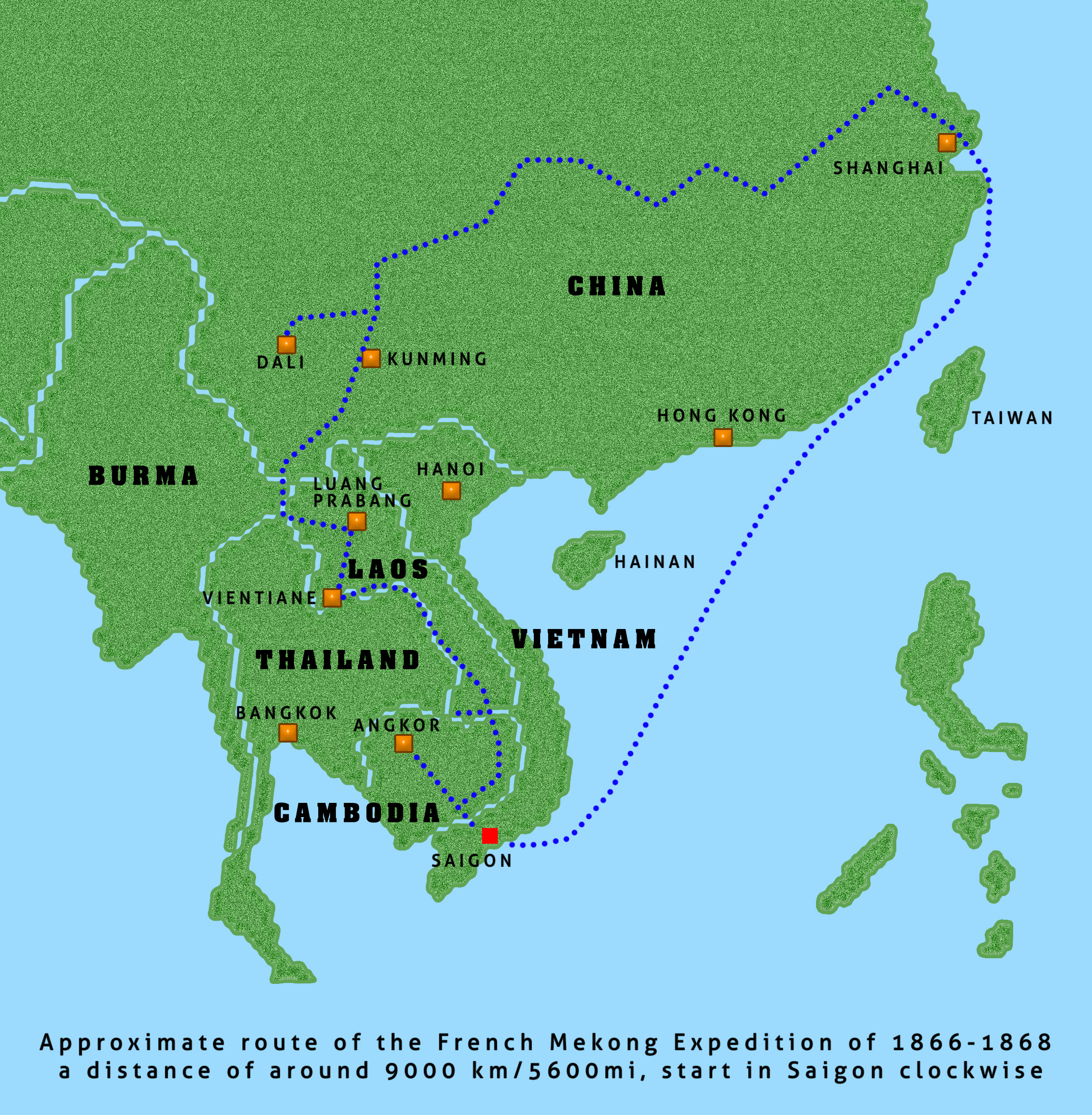
Hành trình của cuộc thám hiểm

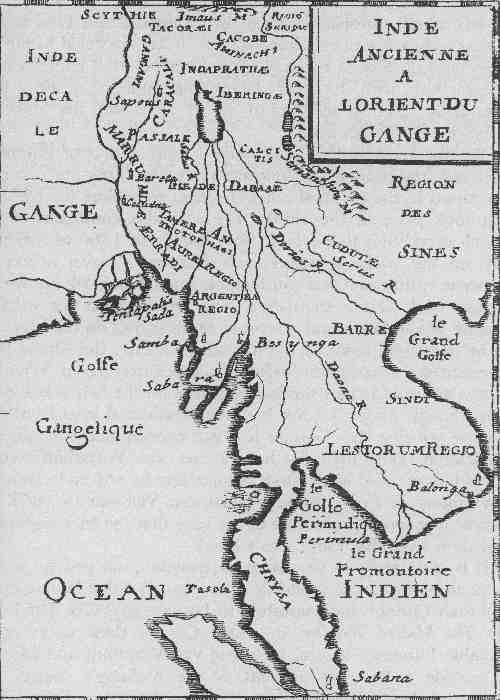
Bản đồ Pháp vẽ năm 1715 coi Chao Phraya là phụ lưu sông Mekong

Cuộc thám hiểm sông Mekong 1866-1868, được chính quyền thực dân Pháp ở Nam Kỳ phát động và giao cho Ernest Doudart de Lagrée lãnh đạo, thực hiện thám hiểm khoa học theo đường thủy trên sông Mekong.
Mục tiêu chính của cuộc thám hiểm là thu thập các tài liệu khoa học, lập bản đồ, xúc tiến ngoại giao, và đánh giá khả năng giao thông của dòng sông để liên kết các khu vực đồng bằng Nam Kỳ, cảng Sài Gòn với vùng Thượng Xiêm (ngày nay là Thái Lan) và miền nam Trung Quốc. Tham vọng của chính quyền thực dân Pháp là tạo dựng ra một trung tâm thương mại thành công ở Sài Gòn, tựa như người Anh đã thực hiện kiểm soát Thượng Hải ở cửa sông Dương Tử.
Sau 2 năm đoàn thám hiểm đã đi 9.000 km từ Sài Gòn qua Campuchia, Lào, Thái Lan, Myanmar và Vân Nam đến Thượng Hải, trong đó vẽ bản đồ 5.800 km các vùng đất chưa biết đến. Nó có ý nghĩa lớn trong "kỷ nguyên khám phá" (Age of Discovery) kinh điển. Đoàn thám hiểm đã có được sự ca ngợi cao nhất trong số các học giả, đặc biệt là Hiệp hội Địa lý Hoàng gia Anh (Royal Geographical Society) ở London và "giữ một vị trí đặc biệt trong biên niên sử thám hiểm của châu Âu", lần đầu tiên khám phá các khu vực thung lũng sông Mekong, người dân ở đó và miền nam Trung Quốc đến châu Âu.

## Bối cảnh
Sau khi đã chiếm lĩnh Sài Gòn, đô đốc Léonard Charner tuyên bố sáp nhập chính thức ba tỉnh Nam Kỳ của Việt Nam vào Đế quốc Pháp vào ngày 31/7/1861. Sự kiện này đánh dấu khởi đầu thời kỳ thuộc địa của Pháp ở Đông Nam Á. Tiếp theo là sự thành lập của Đông Dương thuộc Pháp vào năm 1862, và thiết lập chế độ bảo hộ của Pháp trên đất Campuchia năm 1863 .
Ngay từ năm 1857 giới chức thuộc địa đã xem xét nghiêm túc về một sứ mệnh "vào vùng đất xa lạ phía bắc của vùng đồng bằng sông Mekong", họ cho rằng "chính phủ đánh giá thấp tầm quan trọng của một cuộc thám hiểm như vậy cho sự tồn tại của chính quyền thực dân Pháp" ở đây.
Ý tưởng thể hiện ở dạng lý tưởng hóa, chưa tập trung vào một tuyến đường thương mại mới, thay thế và chỉ do Pháp kiểm soát để đến Trung Quốc đã dựa trên quan niệm chung là một đế quốc rộng lớn với thị trường to lớn, là một nguồn tiềm năng cho một cơ hội thương mại lớn. Francis Garnier, người ủng hộ mạnh mẽ nhất cho việc thám hiểm, đã viết rằng "Trong thời gian dài cái nhìn của thuộc địa đã khô cứng và thiếu kiên nhẫn đối với vùng bên trong của Đông Dương vốn còn là bí ẩn lớn". Louis de Carné, thành viên trẻ tuổi nhất đoàn thám hiểm nói đến những điều chưa biết: "Sự không chắc chắn bắt đầu ngay trong vòng hai vĩ độ cách Sài Gòn. Sự thiếu chính xác trong sơ đồ dòng chảy con sông lớn, chỉ làm sai lệch địa lý học thay vì hỗ trợ nó."
Một sự kiện trước đó, là năm 1837 sĩ quan quân đội Anh đại úy McLeod tại Myanmar đã thám hiểm sông Salween dọc theo biên giới với Thái Lan, được coi là dấu hiệu của sự cạnh tranh và tham vọng của Anh. Tuy nhiên chính quyền Trung Quốc từ chối cho phép đoàn thám hiểm đi qua lãnh thổ nước này, nên sứ mệnh của McLeod đã kết thúc sớm. Mặc dù không thành công nhưng sự kiện này dấy lên lo ngại rằng người Anh giành chiến thắng cuộc đua và đóng kín cửa đối với người Pháp trong thương mại với Trung Quốc.
Một số nhà sử học, như sử gia Hà Lan H.Th. Bussemaker đã lập luận rằng những chủ trương và hoạt động của thực dân Pháp trong khu vực này chỉ là những phản ứng cạnh tranh với người Anh để giành vị thế địa chiến lược và quyền bá chủ kinh tế. "Đối với người Anh, rõ ràng là người Pháp đã cố gắng để ngăn cản sự bành trướng của Anh ở Ấn Độ và Trung Quốc nhắm vào quyền lợi Pháp ở Đông Dương. Lý do cho sự bành trướng mạnh mẽ này là hy vọng rằng sông Mekong sẽ thể hiện được là con đường thủy dẫn đến biên giới Trung Quốc, mà sau đó sẽ mở cửa thị trường to lớn của Trung Quốc đối với hàng công nghiệp Pháp."

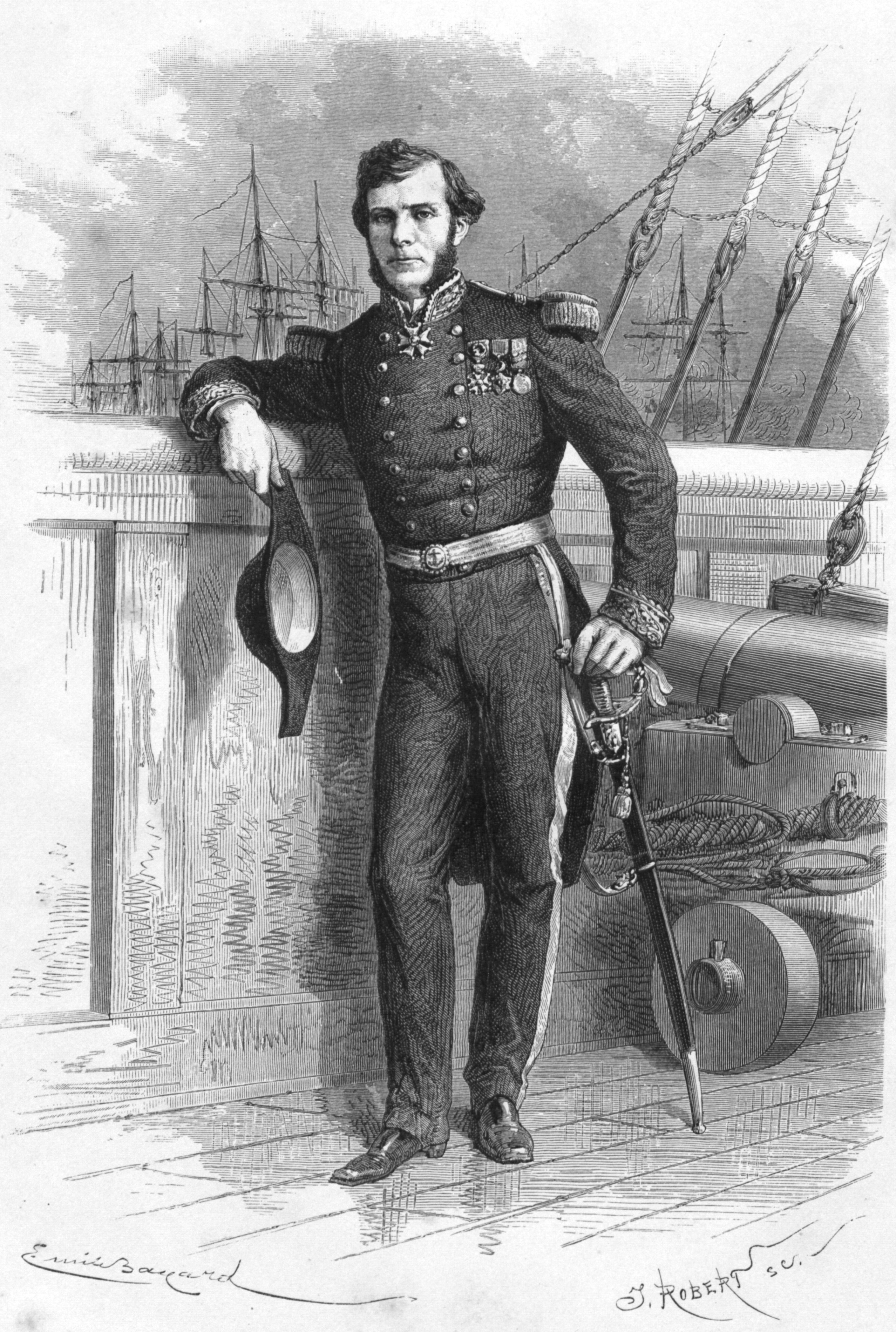
Lãnh đạo Đoàn
Ernest Doudart de Lagrée

Thành viên Đoàn
Thám hiểm Mekong

## Đoàn Thám hiểm Mekong
Năm 1865, sau cùng Thống soái Nam Kỳ là Phó Đô đốc Pierre-Paul de La Grandière giành được sự cho phép miễn cưỡng từ Bộ Hải quân và các Thuộc địa ở Paris. "Trong suốt năm 1864, chính phủ Pháp đã lưỡng lự về việc liệu để duy trì sở hữu thuộc địa của họ ở miền nam Việt Nam hoặc từ bỏ" liên quan đến đầu tư tốn kém này. Trở về Sài Gòn, thống đốc bổ nhiệm các thành viên của Đoàn Thám hiểm Mekong (Commission d'exploration du Mékong) ngày 01/06/1866.
- Ernest Doudart de Lagrée: đại úy, trưởng đoàn thám hiểm, nhà côn trùng học, thành viên của Ủy ban nông nghiệp và công nghiệp Nam Kỳ,[12]
- Francis Garnier: trung úy, thanh tra về Vấn đề thổ dân (Indigenous Affairs), là trưởng đoàn sau khi Doudart de Lagrée chết,[13][14]
- Louis Delaporte: trung úy, khảo cổ học, nghệ sĩ, nhà sử học nghệ thuật,[15][16]
- Louis de Carné: cháu trai của Thống đốc Louis de Carné, 23 tuổi, tùy viên Bộ Ngoại giao,
- Eugene Joubert: địa chất học, trợ lý y tế cấp 2,[17]
- Clovis Thorel: thực vật học, phụ bác sĩ hạng 3, thành viên của Ủy ban nông nghiệp và công nghiệp Nam Kỳ,[18]
- Émile Gsell: chụp ảnh.

Các nhân viên của đoàn thám hiểm, khoảng 20 người, bao gồm:
- Trung sĩ hải quân đánh bộ Charbonnier (trưởng Vận tải),
- Một lính hải quân đánh bộ,
- Hai thủy thủ người Pháp,
- Hai thông dịch viên cho tiếng Thái và tiếng Việt,
- Alexis Om, phiên dịch cho các ngôn ngữ Campuchia,
- Hai thủy thủ nói tiếng Tagalog,
- Một trung sĩ người Trung Quốc gốc An Nam, và các dân quân của ông ta.[19]

## Hoạt động
Trong bài "Đoàn thám hiểm sông Mekong, 1866-1868: sự cạnh tranh giữa Anh và Pháp ở Đông Nam Á" tác giả John Keay cung cấp một hình ảnh sống động của đoàn ngày khởi hành: "Trong hai pháo hạm chạy hơi nước cỡ nhỏ, với số lượng lớn rượu, bột mỳ, súng và hàng hóa thương mại, cộng với cả những cái bẫy của một đoàn thám hiểm khoa học lớn, đoàn xuất phát từ bờ sông Sài Gòn và đi lên thượng nguồn màu xanh lá cây chưa hề biết đến, ngày 05 tháng 6 năm 1866."
Vòng vào hồ Tonle Sap, điểm dừng chân đầu tiên đoàn đã gặp các di tích cổ của Angkor, kỳ quan mà Henri Mouhot đã mô tả đầu tiên trong cuốn sách nhỏ của mình năm 1861. Các di tích đền thờ - "một điểm sáng cho các thành viên đoàn thám hiểm - phục vụ như là một điểm nhấn quan trọng về sự ghi nhớ cho cuộc thám hiểm là sự khám phá đã tạo ra một đam mê phổ biến xung quanh triển vọng của một nền văn minh cổ đại mới được phát hiện ở vùng Viễn Đông."

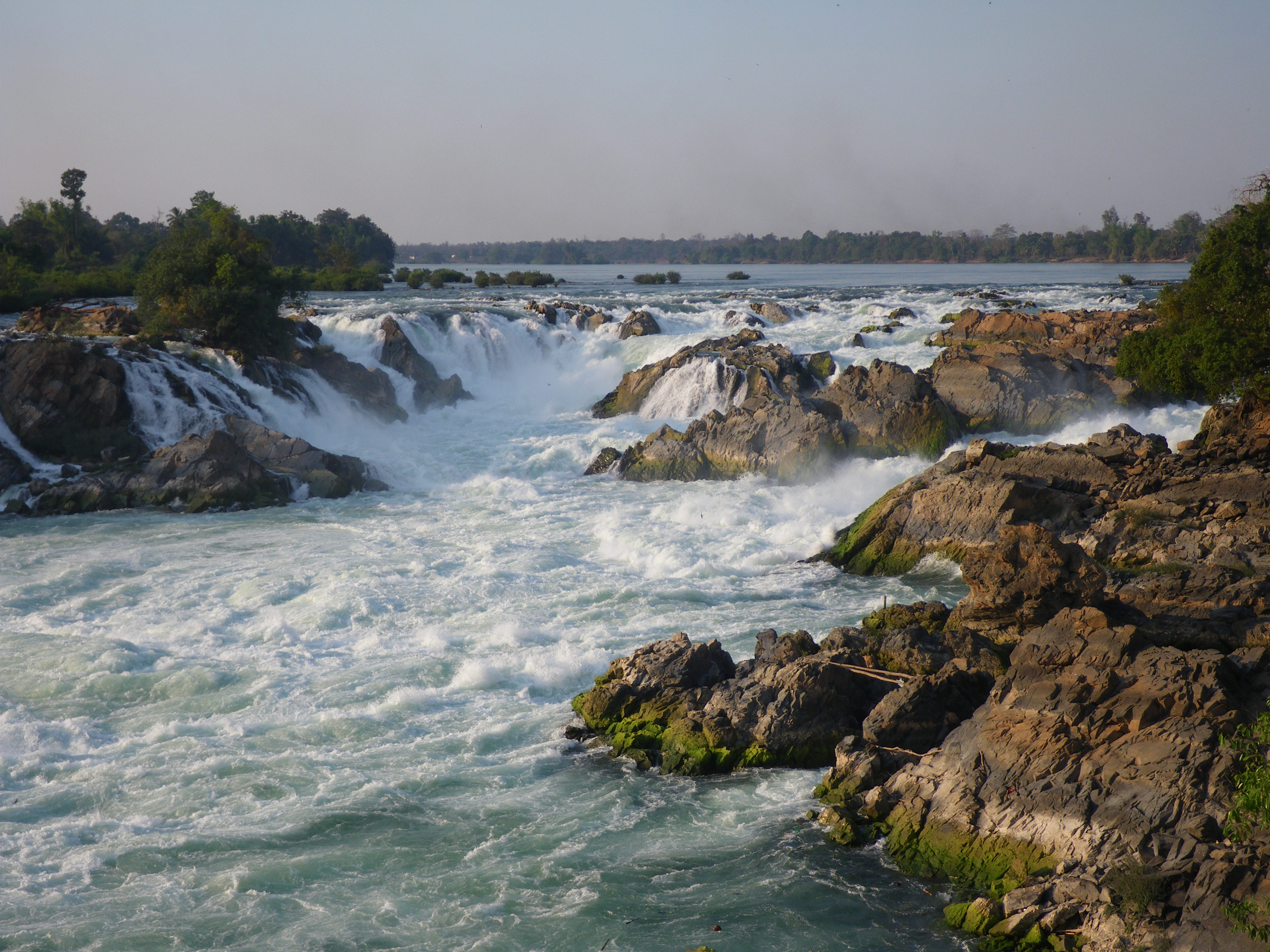
Thác Khone ở Nam Lào

Tuy nhiên đoàn đã thất vọng sớm sau khi rời di tích đền thờ, vì chỉ một vài ngày sau đó họ gặp thách thức lớn: Các ghềnh ở Sambor phần thượng lưu Kratié, Prépatang và Thác Khone ở Nam Lào, nơi có cụm ngàn đảo Si Phan Don, và sông thì chia thành nhiều dòng với thác ghềnh ghê gớm và dòng chảy đục.
Tại Thác Khone đoàn nhận ra rằng bất kỳ tàu hơi nước vận chuyển hàng hóa nào cũng không thể lưu thông qua đoạn sông này, và các thuyền đã phải để lại. Tuy nhiên, đoàn đã dành một tuần nghiên cứu thác, hy vọng tìm được một điểm mà một tàu sông cỡ trung bình có thể vượt qua dòng nước đục, hay cách khác nào đó để lập ra một kênh âu thuyền khả thi. Tuy nhiên Garnier thấy đây là một dòng sông "chỉ đơn giản là không hợp tác", và kết luận: "Tương lai của quan hệ thương mại nhanh chóng trên con sông rộng lớn này, các tuyến đường tự nhiên từ Trung Quốc đến Sài Gòn, trong đó tôi đã mơ đến tối hôm trước, nay xuất hiện... (là khó) với tôi." Trước đó trưởng đoàn Doudart de Lagrée đã biết từ Triều đình Campuchia, rằng thượng nguồn là một chuỗi các ghềnh, giữa Pak Mun và Khemmarat, dài khoảng một trăm cây số, được gọi là ghềnh Tang-Ho hoặc Thác Khemmarat, nơi con sông tạo thành biên giới giữa hiện nay của tỉnh Ubon Ratchathani, Thái Lan và tỉnh Savannakhet, Lào.
Mặc dù gặp thác ghềnh, đoàn thám hiểm tiếp tục đi lên thượng nguồn, vào Vân Nam, Trung Quốc. Sự chú ý đã chuyển hướng sang thu thập tư liệu khoa học, khảo sát và ghi chú về địa hình, địa lý hình thái, nhân khẩu học và quan sát xã hội ở thung lũng sông. Nó cũng làm rõ rằng không có sự liên kết giữa sông Mekong với sông Mê Nam (Meïnam, hay sông Chao Phraya) như trước đó đã hiểu sai.
Tại Hui-tse, phía nam thành Đại Lý ở Trung Quốc, bi kịch xảy ra là trưởng đoàn Doudart de Lagrée chết ngày 12/03/1868 do sức khỏe xấu đi nghiêm trọng, kèm thêm mắc sốt rét khi ở vùng Luang Prabang .
Francis Garnier được trao quyền chỉ huy sứ mệnh, và đã dẫn đầu đoàn thám hiểm một cách an toàn, sau này chuyển qua sông Dương Tử đi đến Thượng Hải và trở về Sài Gòn.
Tại Ssu-Mao, Vân Nam đoàn phải tạm dừng vì cuộc "nổi dậy Panthay", và phải đối mặt với tình trạng khó xử về việc nên tiếp tục khám phá sông Mekong, hoặc từ bỏ dòng sông và tiến hành một cuộc khảo sát khác cho thương mại miền nam Trung Quốc. Louis de Carné viết: "Chúng tôi buộc phải rời khỏi sông Mekong do các cuộc nổi dậy của người Hồi, từ bỏ thám hiểm địa lý, để tới được Sonkoi (Sông Koi, hay Sông Cái, sông Hồng), giải quyết một vấn đề có tầm quan trọng thực tế hơn và ngay lập tức" và "Tại thời điểm này, câu hỏi thương mại đã chiến thắng, và là thiếu thực tế nếu tiếp tục lập bản đồ khoa học cho sông Mekong, trở nên rõ ràng".

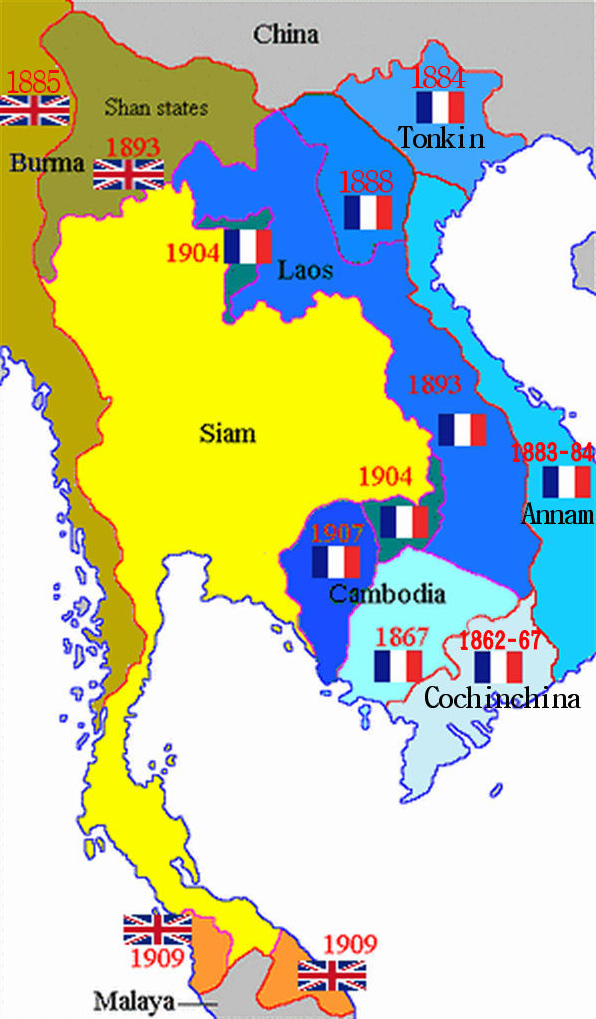
Bành trướng thuộc địa của Anh và Pháp tại Đông Nam Á

## Các hệ quả
Các tài liệu thám hiểm thu được trong hai năm "đầy một ngàn trang, và bao gồm các cuộc điều tra, quan sát, nhật ký mua bán hàng thực phẩm, chai rượu trên tàu", và phục vụ như là cơ sở cho những chuyến đi tiếp theo.
Sự quan tâm chuyển hướng sang sông Hồng, trở thành tâm điểm mới cho hoạt động thám hiểm mới để tìm ra con đường cho thương mại của thực dân Pháp vào Trung Quốc. Năm 1872 Louis de Carné viết: [Sông Hồng] "... hứa hẹn sẽ cho ra tất cả những hy vọng và mong đợi, cái mà sông Mekong đã phá hủy...".
Sau cuộc thám hiểm Francis Garnier đã được nhận giải thưởng được chia sẻ với David Livingstone tại Đại hội Địa lý tại Antwerp năm 1869 . Năm 1870, ông đã nhận được huy chương Patron (Patron's Medal) của Hiệp hội Địa lý Hoàng gia Anh ở Luân Đôn. Đó là giải thưởng cao nhất trao cho một nhà thám hiểm của bất kỳ quốc gia nào. Chủ tịch Hiệp hội Sir Roderick Murchison nêu rõ: "...Nước Pháp có quyền đầy đủ nhất để tự hào về những việc làm của sĩ quan hải quân dũng cảm của mình...". Francis Garnier tiếp tục phục vụ ở Đông Dương thuộc Pháp, cố gắng để khám phá xem sông Hồng có thể là con đường mong muốn để giao thương với Trung Quốc hay không . Cuối năm 1873 Francis Garnier cầm quân ra hỗ trợ Jean Dupuis đang thám hiểm sông Hồng theo tinh thần gây sự, rồi đánh chiếm Hà Nội và lân cận, và sau đó ngày 21/12/1873 bị giết ở nơi nay là Ngọc Khánh, Hà Nội.

### Sứ mệnh Pavie
Auguste Pavie là công chức dân sự thuộc địa người Pháp, nhà thám hiểm và ngoại giao, đã thực hiện bốn cuộc thám hiểm tại Đông Dương trong khoảng 1879-1895. Ông đã đi bộ, đi voi hay đi bè trên sông, trên diện tích 676.000 km² (261.005 sq mi) thu thập dữ liệu khoa học chính xác hơn, lập ra các tập bản đồ đầu tiên của sông Mekong.
Auguste Pavie đóng vai trò trọng yếu trong việc thiết lập quyền kiểm soát của Pháp tại Lào, và trở thành phó công sứ Pháp tại Luang Prabang năm 1885, và cuối cùng là Thống đốc và Đặc mệnh Toàn quyền Pháp tại Lào.

### Chiến tranh Pháp-Xiêm
Những động thái tiếp theo thám hiểm sông Mekong là các hoạt động quân sự và các cuộc thám hiểm, nhằm mở rộng lãnh thổ của thực dân Pháp, sau khi thiết lập Liên Bang Đông Dương thuộc Pháp vào năm 1887 .
Sự lèo lái của Auguste Pavie dẫn đến cuộc Chiến tranh Pháp-Xiêm 1893, cuộc xung đột ngắn giữa Đệ tam Cộng hòa Pháp và Vương quốc Rattanakosin, kết thúc bằng "Hiệp ước Bangkok năm 1893". Theo đó một phần vùng đất Isan trong tay Xiêm đã chuyển sang Lào thuộc Pháp, và một phần sông Mekong tạo thành biên giới giữa Pháp và Xiêm với độ dài gần 1.500 km (932 mi) .

## Chỉ dẫn
1. ↑  Địa danh hiện nay ở tỉnh Ubon Ratchathani, Thái Lan. Xem thêm: Đập Pak Mun.
2. ↑  Theo tư liệu về Ernest Doudart de Lagrée thì ông chết và được chôn cất tại Đông Xuyên, Côn Minh (Dongchuan), sau đó cỡ năm 1870 hài cốt được đưa về Sài Gòn.